# Lambro (dopływ Padu)
Lambro – rzeka w północnych Włoszech, w Lombardii, lewostronny dopływ Padu. Długość rzeki wynosi 130 km.
Źródło rzeki znajduje się w Alpach, na zboczu góry Monte Forcella (942 m n.p.m.), na południe od jeziora Como, na zachód od miejscowości Magreglio. Rzeka płynie przeważająco w kierunku południowym. W górnym biegu płynie dnem doliny Vallassina. Po wypłynięciu na Nizinę Padańską przepływa przez jezioro Pusiano, dalej płynie przez miasto Monza, od wschodu opływa Mediolan. Do Padu uchodzi na wschód od miejscowości Chignolo Po, około 15 km na północny zachód od Piacenzy.
Rzeka wykorzystywana jest do irygacji.